# Ekstraliga baseballowa (2011)
Ekstraliga baseballowa 2011 – 27. edycja ekstraligi baseballowej, organizowana przez Polski Związek Baseballu i Softballu. Triumfatorem rozgrywek została Stal Kutno.

## Runda zasadnicza
| Lp. | Drużyna                | Mecze | Mecze | Mecze | Punkty | Punkty | Punkty |
| Lp. | Drużyna                | M     | W     | P     | +      | –      | +/–    |
| --- | ---------------------- | ----- | ----- | ----- | ------ | ------ | ------ |
| 1.  | Stal Kutno             | 28    | 22    | 6     | 232    | 81     | +151   |
| 2.  | Dęby Osielsko          | 28    | 17    | 11    | 160    | 99     | +61    |
| 3.  | Gepardy Żory           | 28    | 16    | 12    | 178    | 110    | +68    |
| 4.  | Baseball Wrocław       | 28    | 16    | 12    | 162    | 148    | +14    |
| 5.  | Demony Miejska Górka   | 28    | 14    | 14    | 145    | 134    | +11    |
| 6.  | Centaury Warszawa      | 28    | 14    | 14    | 135    | 125    | +10    |
| 7.  | Silesia Rybnik         | 28    | 13    | 15    | 212    | 174    | +38    |
| 8.  | Caper Kędzierzyn-Koźle | 28    | 0     | 28    | 43     | 396    | -353   |

|  | Awans do półfinału         |
|  | Awans do ćwierćfinału      |
|  | Udział w rundzie play-down |

## Runda play-down
Silesia Rybnik vs Caper Kędzierzyn-Koźle
| Data       | Gospodarz              | Wynik    | Gość                   | Przypisy |
| ---------- | ---------------------- | -------- | ---------------------- | -------- |
| 03.09.2011 | Silesia Rybnik         | 33:0     | Caper Kędzierzyn-Koźle | [ 4 ]    |
| 03.09.2011 | Silesia Rybnik         | 16:3     | Caper Kędzierzyn-Koźle | [ 4 ]    |
| 24.09.2011 | Caper Kędzierzyn-Koźle | 9:0 (wo) | Silesia Rybnik         | [ 5 ]    |
| 02.10.2011 | Caper Kędzierzyn-Koźle | 5:16     | Silesia Rybnik         | [ 6 ]    |

## Runda play-off
|  |              |                      |              |   |               |           |                   |           |   |            |       |       |       |
|  | Ćwierćfinały | Ćwierćfinały         | Ćwierćfinały |   |               | Półfinały | Półfinały         | Półfinały |   |            | Finał | Finał | Finał |
|  | Ćwierćfinały | Ćwierćfinały         | Ćwierćfinały |   |               | Półfinały | Półfinały         | Półfinały |   |            | Finał | Finał | Finał |
|  |              |                      |              |   |               |           |                   |           |   |            |       |       |       |
|  |              |                      |              |   |               |           |                   |           |   |            |       |       |       |
|  |              |                      |              | 1 | Stal Kutno    | 2         |                   |           |   |            |       |       |       |
|  |              |                      |              | 1 | Stal Kutno    | 2         |                   |           |   |            |       |       |       |
|  | 4            | Baseball Wrocław     | 2            |   |               | 4         | Baseball Wrocław  | 0         |   |            |       |       |       |
|  | 4            | Baseball Wrocław     | 2            |   |               | 4         | Baseball Wrocław  | 0         |   |            |       |       |       |
|  | 5            | Demony Miejska Górka | 1            |   |               |           |                   |           | 1 | Stal Kutno | 3     |       |       |
|  | 5            | Demony Miejska Górka | 1            |   |               |           |                   |           | 1 | Stal Kutno | 3     |       |       |
|  |              |                      |              |   |               | 6         | Centaury Warszawa | 0         |   |            |       |       |       |
|  |              |                      |              |   |               | 6         | Centaury Warszawa | 0         |   |            |       |       |       |
|  |              |                      |              | 2 | Dęby Osielsko | 0         |                   |           |   |            |       |       |       |
|  |              |                      |              | 2 | Dęby Osielsko | 0         |                   |           |   |            |       |       |       |
|  | 3            | Gepardy Żory         | 1            |   |               | 6         | Centaury Warszawa | 2         |   |            |       |       |       |
|  | 3            | Gepardy Żory         | 1            |   |               | 6         | Centaury Warszawa | 2         |   |            |       |       |       |
|  | 6            | Centaury Warszawa    | 2            |   |               |           |                   |           |   |            |       |       |       |
|  | 6            | Centaury Warszawa    | 2            |   |               |           |                   |           |   |            |       |       |       |

o 3. miejsce
|  |              |                  |   |
|  | o 3. miejsce |                  |   |
|  |              |                  |   |
|  |              |                  |   |
|  |              |                  |   |
|  | 2            | Dęby Osielsko    | 1 |
|  | 2            | Dęby Osielsko    | 1 |
|  | 4            | Baseball Wrocław | 2 |
|  | 4            | Baseball Wrocław | 2 |
|  |              |                  |   |

### Ćwierćfinały
Baseball Wrocław vs Demony Miejska Górka
| Data       | Gospodarz            | Wynik | Gość                 | Przypisy |
| ---------- | -------------------- | ----- | -------------------- | -------- |
| 04.09.2011 | Demony Miejska Górka | 0:5   | Baseball Wrocław     | [ 4 ]    |
| 10.09.2011 | Baseball Wrocław     | 10:15 | Demony Miejska Górka | [ 7 ]    |
| 11.09.2011 | Baseball Wrocław     | 7:3   | Demony Miejska Górka | [ 7 ]    |

Gepardy Żory vs Centaury Warszawa
| Data       | Gospodarz         | Wynik | Gość              | Przypisy |
| ---------- | ----------------- | ----- | ----------------- | -------- |
| 04.09.2011 | Centaury Warszawa | 1:2   | Gepardy Żory      | [ 4 ]    |
| 10.09.2011 | Gepardy Żory      | 1:2   | Centaury Warszawa | [ 7 ]    |
| 11.09.2011 | Gepardy Żory      | 4:6   | Centaury Warszawa | [ 7 ]    |

### Półfinały
Stal Kutno vs Baseball Wrocław
| Data       | Gospodarz        | Wynik | Gość             | Przypisy |
| ---------- | ---------------- | ----- | ---------------- | -------- |
| 25.09.2011 | Baseball Wrocław | 3:4   | Stal Kutno       | [ 5 ]    |
| 01.10.2011 | Stal Kutno       | 7:3   | Baseball Wrocław | [ 6 ]    |

Gepardy Żory vs Silesia Rybnik
| Data       | Gospodarz         | Wynik | Gość              | Przypisy |
| ---------- | ----------------- | ----- | ----------------- | -------- |
| 18.09.2011 | Centaury Warszawa | 3:0   | Dęby Osielsko     | [ 5 ]    |
| 01.10.2011 | Dęby Osielsko     | 3:5   | Centaury Warszawa | [ 6 ]    |

### Mecz o 3. miejsce
| Data       | Gospodarz        | Wynik | Gość             | Przypis     |
| ---------- | ---------------- | ----- | ---------------- | ----------- |
| 15.10.2011 | Baseball Wrocław | 5:4   | Dęby Osielsko    | [ 8 ]       |
| 15.10.2011 | Dęby Osielsko    | 3:2   | Baseball Wrocław | [ 8 ] [ 9 ] |
| 16.10.2011 | Dęby Osielsko    | 2:5   | Baseball Wrocław | [ 8 ] [ 9 ] |

### Finał
| Data       | Gospodarz         | Wynik | Gość              | Przypis     |
| ---------- | ----------------- | ----- | ----------------- | ----------- |
| 15.10.2011 | Stal Kutno        | 6:0   | Centaury Warszawa | [ 8 ]       |
| 15.10.2011 | Stal Kutno        | 5:0   | Centaury Warszawa | [ 8 ]       |
| 15.10.2011 | Centaury Warszawa | 2:6   | Stal Kutno        | [ 8 ] [ 9 ] |

| Mistrz Polski 2011 Zwycięzcy |
| ---------------------------- |
| Stal Kutno 15. Tytuł         |

## Klasyfikacja końcowa
| Lp. | Klub                   | Uwagi              |
| --- | ---------------------- | ------------------ |
|     | Stal Kutno             | Mistrzostwo Polski |
|     | Centaury Warszawa      |                    |
|     | Baseball Wrocław       |                    |
| 4.  | Dęby Osielsko          |                    |
| 5.  | Gepardy Żory           |                    |
| 6.  | Demony Miejska Górka   |                    |
| 7.  | Silesia Rybnik         |                    |
| 8.  | Caper Kędzierzyn-Koźle | Spadek do I ligi.  |